# نيكولاس رو
نيكولاس رو (بالإنجليزية: Nicholas Rowe)‏ هو ممثل بريطاني، ولد في 22 نوفمبر 1966 بإدنبرة في المملكة المتحدة.

## أعمال

### أفلام
- (2001) إنيغما[8]
- (2004) ذرية تشاكي[9]
- (2015) مستر هولمز[10][11]

### مسلسلات
- التاج
- العبقري

## وصلات خارجية
- نيكولاس رو على موقع IMDb (الإنجليزية)
- نيكولاس رو على موقع ألو سيني (الفرنسية)
- نيكولاس رو على موقع قاعدة بيانات الأفلام السويدية (السويدية)
- نيكولاس رو على موقع قاعدة بيانات الفيلم (الإنجليزية)
- نيكولاس رو على موقع كينوبويسك (الروسية)